# Череївці
Череї́вці — село в Україні, в Закарпатській області, Мукачівському районі. Входить до складу Івановецької сільської громади.

## Історія
На околицях знайдено бронзовий скарб.
Відоме з 1599 року.
Згадка у 1610 — Chwre falva, 1645 — Czürefalva, 1648 — Csürfalva, 1773 — Cserejocz, Cserejovecz, 1808 — Cserejócz, Cţerejovec, Cserejüczi, 1877 — Cserejóc, 1913 — Cserház, 1925 — Čerejovce, 1944 — Cserejóc, Черейовцы, 1983 — Череївці, Череевцы.
У 1631 році Катерина Бранденбурзька передала село у заставу Ондрашу Педері.
Дзвіниця. 1958. 
У маленькому селі біля Лохова, при дорозі, вище села стояла стара дерев'яна дзвіниця, вкрита шинґлами.
У кінці 1950-х років село розбудовувалося, і стару дзвіницю розібрали. Нову дерев'яну дзвіницю спорудили місцеві майстри Іван Грубінко та Михайло Олесинь на протилежному боці дороги, де починається цвинтар.
Кажуть, що нова дзвіниця зберегла форму старої, а щоб вкрити дахи дефіцитною в той час бляхою, люди купили бляшані корита.

## Населення
Згідно з переписом УРСР 1989 року чисельність наявного населення села становила 266 осіб, з яких 135 чоловіків та 131 жінка.
За переписом населення України 2001 року в селі мешкало 258 осіб.

### Мова
Розподіл населення за рідною мовою за даними перепису 2001 року:
| Мова       | Відсоток |
| ---------- | -------- |
| українська | 99,22 %  |
| молдовська | 0,39 %   |
| російська  | 0,39 %   |

## Туристичні місця
- На околицях знайдено бронзовий скарб.
- Дзвіниця. 1958. 